# Estación de Schaffhausen
La estación de Schaffhausen (del alemán: Bahnhof Schaffhausen) es la principal estación ferroviaria de la comuna suiza de Schaffhausen, en el Cantón de Schaffhausen.

## Servicios
La estación tiene servicios tanto de SBB-CFF-FFS como de DB.

### Larga distancia
- IC (Fráncfort del Meno – Darmstadt – Heidelberg –) Stuttgart – Singen (Hohentwiel) – Schaffhausen – Zúrich. Operado conjuntamente por SBB-CFF-FFS y DB.
- IR Berna - Burgdorf - Herzogenbuchsee - Langenthal - Olten - Zúrich - Bülach - Neuhausen - Schaffhausen. Operado por SBB-CFF-FFS.

### Regionales
- RE Schaffhausen – Bülach - Zúrich-Oerlikon - Zúrich.
- IRE Basel Bad Bf - Waldshut – Schaffhausen – Singen - Radolfzell - Überlingen - Friedrichshafen Stadt – Ulm.
- RB Singen – Schaffhausen – Erzingen/Waldshut.

### S-Bahn
S-Bahn Zúrich
- S 9 Schaffhausen – Rafz – Zúrich HB – Stettbach – Uster
- S 12 Brugg – Altstetten – Zúrich HB – Stadelhofen – Winterthur – Schaffhausen/Wil
- S 24 Thayngen – Schaffhausen/Weinfelden – Winterthur – Zúrich Flughafen – Zúrich HB – Thalwil – Horgen Oberdorf – Zug
- S 33 Winterthur – Andelfingen – Schaffhausen
- S N Singen (Hohentwiel) - Schaffhausen - Bülach - Winterthur
- S N3 Winterthur – Schaffhausen (– Stein am Rhein)

S-Bahn San Galo
- S 3 Haggen – San Galo – Wittenbach – Romanshorn – Kreuzlingen – Schaffhausen.
- S 8 (Schaffhausen –) Kreuzlingen – Romanshorn – Rorschach.

- Datos: Q690055
- Multimedia: Schaffhausen railway station / Q690055